# Episodi di Las Vegas (seconda stagione)
La seconda stagione della serie televisiva Las Vegas, composta da 24 episodi, è stata trasmessa negli Stati Uniti dal canale NBC dal 13 settembre 2004 al 23 maggio 2005.
In Italia è andata in onda sul canale Fox e, in chiaro su Rai 2.
| nº | Titolo originale                  | Titolo italiano             | Prima TV USA      | Prima TV Italia   |
| -- | --------------------------------- | --------------------------- | ----------------- | ----------------- |
| 1  | Have You Ever Seen the Rain?      | Hai mai visto la pioggia?   | 13 settembre 2004 | 19 agosto 2005    |
| 2  | The Count of Montecito            | Il traditore                | 20 settembre 2004 | 20 settembre 2005 |
| 3  | Blood Is Thicker                  | La vendetta del nemico      | 27 settembre 2004 | 27 settembre 2005 |
| 4  | Catch of the Day                  | Cogli l'attimo              | 4 ottobre 2004    | 4 ottobre 2005    |
| 5  | Good Run of Bad Luck              | Caccia al tesoro            | 11 ottobre 2004   | 11 ottobre 2005   |
| 6  | Games People Play                 | A che gioco giochiamo?      | 18 ottobre 2004   | 18 ottobre 2005   |
| 7  | Montecito Lancers                 | L'inventore rapito          | 1º novembre 2004  | 25 ottobre 2005   |
| 8  | Two of a Kind                     | Il primo, vero appuntamento | 8 novembre 2004   | 1º novembre 2005  |
| 9  | Degas Away with It                | Il Degas rubato             | 15 novembre 2004  | 8 novembre 2005   |
| 10 | Silver Star                       | Stella d'argento            | 29 novembre 2004  | 15 novembre 2005  |
| 11 | My Beautiful Launderette          | Lavanderia a gettoni        | 6 dicembre 2004   | 22 novembre 2005  |
| 12 | When You Got to Go, You Got to Go | Una brutta disavventura     | 3 gennaio 2005    | 29 novembre 2005  |
| 13 | Sperm Whales and Spearmint Rhinos | Così gira il mondo          | 10 gennaio 2005   | 6 dicembre 2005   |
| 14 | The Lie Is Cast                   | Uno sporco ricatto          | 17 gennaio 2005   | 13 dicembre 2005  |
| 15 | Whale of a Time                   | A spasso con le balene      | 24 gennaio 2005   | 20 dicembre 2005  |
| 16 | Can You See What I See?           | La grande truffa            | 7 febbraio 2005   | 27 dicembre 2005  |
| 17 | Tainted Love                      | Buon San Valentino!         | 14 febbraio 2005  | 3 gennaio 2006    |
| 18 | To Protect and Serve Manicotti    | Frank l'aggiusta tutto      | 21 febbraio 2005  | 10 gennaio 2006   |
| 19 | One Nation, Under Surveillance    | Il senatore Cole            | 14 marzo 2005     | 17 gennaio 2006   |
| 20 | Hit Me!                           | L'abito portafortuna        | 28 marzo 2005     | 24 gennaio 2006   |
| 21 | Hide and Sneak                    | Truffa al Montecito         | 25 aprile 2005    | 31 gennaio 2006   |
| 22 | Letters, Lawyers and Loose Women  | L'uomo sbagliato            | 2 maggio 2005     | 7 febbraio 2006   |
| 23 | Magic Carpet Fred                 | La sorpresa di Fred         | 9 maggio 2005     | 14 febbraio 2006  |
| 24 | Centennial                        | La fine di un mito          | 23 maggio 2005    | 21 febbraio 2006  |